# پاک‌کننده (پوست)
اصطلاح پاک‌کننده به محصولی گفته می‌گردد که آلودگی یا سایر مواد را تمیز یا پاک می‌کند. یک پاک‌کننده می‌تواند یک شوینده باشد و گونه‌های مختلفی از پاک‌کننده‌ها وجود دارد که با هدف یا تمرکز خاصی تولید می‌شوند. به عنوان مثال، یک پاک‌کنندهٔ چربی یا پاک‌کنندهٔ کاربراتوری که در مکانیک خودرو برای تمیز کردن موتور و قطعات خاص خودرو بهره‌گیری می‌گردد.
گونه‌های دیگر شامل گونه‌هایی است که در زیبایی‌شناسی، پوست یا مراقبت‌های عمومی پوست بهره‌گیری می‌گردد. در این مورد، پاک‌کننده یک محصول مراقبت از صورت است که برای پاک کردن آرایش، باقیماندهٔ محصولات مراقبت از پوست، میکروب‌ها، سلول‌های مردهٔ پوست، روغن، عرق، آلودگی و سایر گونه‌های آلاینده‌های روزانه از صورت بهره‌گیری می‌گردد. این مواد شوینده به جلوگیری از تجمع آلودگی، عفونت، مسدود شدن منافذ، تحریک و مسائل زیبایی مانند تیرگی ناشی از تجمع پوست مرده و براق شدن بیش از حد پوست در اثر تجمع سبوم کمک می‌کند. این همچنین می‌تواند به پیشگیری یا درمان برخی از بیماری‌های پوستی کمک کند. مانند آکنه. پاکسازی اولین گام در رژیم مراقبت از پوست است و می‌تواند علاوه بر تونر و مرطوب‌کننده، پس از پاکسازی یا بهره‌گیری از پنبهٔ پاک‌کنندهٔ آرایش بهره‌گیری گردد.
گاهی «پاکسازی مضاعف» پیش از بهره‌گیری از هر محصول مراقبت از پوست دیگری تشویق می‌گردد تا از انحلال و حذف کامل باقی‌مانده‌هایی که ممکن است در برابر پاکسازی مقاوم‌تر باشند، مانند: آرایش ضدآب، ضدآفتاب مقاوم در برابر آب، سبوم اضافی پوست چرب و ذرات آلودگی هوا. پاکسازی مضاعف معمولاً شامل بهره‌گیری از یک پاک‌کنندهٔ محلول در چربی (به عنوان مثال، روغن پاک‌کننده) روی پوست خشک و ماساژ دادن آن در اطراف صورت برای مدت طولانی است. سپس در این ناحیه ممکن است آب پاشیده گردد. سپس هر نوع پاک‌کنندهٔ آبی با آب امولسیون می‌گردد و به عنوان پاک‌کنندهٔ اصلی بهره‌گیری می‌گردد که اولین پاک‌کننده را از بین می‌برد و پوست را بیشتر تمیز می‌کند. سپس صورت را به‌طور کامل با آب بشویید تا جایی که هیچ آلودگی یا اثری از محصول باقی نماند.
بهره‌گیری از پاک‌کننده‌ای که برای پوست صورت برای از بین بردن آلودگی‌ها تعیین شده‌است، جایگزین بهتری برای صابون یا شکل دیگری از پاک‌کننده‌های پوستی است که به‌طور خاص برای صورت ساخته نشده‌است، به دلایل زیر:
- صابون نواری دارای پی‌اچ قلیایی (در ناحیهٔ ۹ تا ۱۰) است و پی‌اچ سطح پوست سالم به‌طور متوسط حدود ۴٫۷ است.[۱] این بدان معنی است که صابون می‌تواند تعادل موجود در پوست را تغییر دهد تا به رشد بیش از حد برخی از گونه‌های باکتری‌ها کمک کند و آکنه را افزایش دهد. به منظور حفظ تعادل پی‌اچ سالم و سلامت پوست، پوست باید در سطح پی‌اچ مناسب قرار گیرد. برخی از افرادی که از صابون نواری بهره‌گیری می‌کنند، پس از تمیز کردن، برای جبران قلیایی بودن صابون‌های خود، از تونرهای متعادل‌کنندهٔ پی‌اچ بهره‌گیری می‌کنند.
- پاک‌کننده‌های نوار دارای ضخیم‌کننده‌هایی هستند که به آن‌ها اجازه می‌دهد شکل میله‌ای به خود بگیرند. این ضخیم‌کننده‌ها می‌توانند منافذ را مسدود کنند، که ممکن است منجر به ایجاد جوش در افراد مستعد گردد.[نیازمند منبع][ نیازمند منبع ][۲] شامپوهای خشک مرطوب، شست‌وشوی صورت و شست‌وشوی بدن اغلب به عنوان «پاک‌کنندهٔ نوار» برچسب‌گذاری می‌شوند، زیرا دارای ضخیم‌کننده‌هایی هستند که به آن‌ها اجازه می‌دهد شکل میله‌ای به خود بگیرند. این ضخیم‌کننده‌ها می‌توانند منافذ را مسدود کنند، که ممکن است منجر به ایجاد جوش در افراد مستعد گردد.
- بهره‌گیری از صابون نواری روی صورت می‌تواند روغن‌های طبیعی پوست را که مانعی در برابر از دست دادن آب می‌شوند، از بین ببرد. این امر باعث می‌گردد که غدد چربی متعاقباً بیش از حد روغن تولید کنند، وضعیتی که به عنوان سبورهٔ واکنشی شناخته می‌گردد که منجر به مسدود شدن منافذ می‌گردد.[نیازمند منبع][ برای جلوگیری از خشک شدن پوست، بسیاری از پاک‌کننده‌ها از مرطوب‌کننده‌ها بهره‌گیری می‌کنند.

## پاک‌کننده‌های صورت

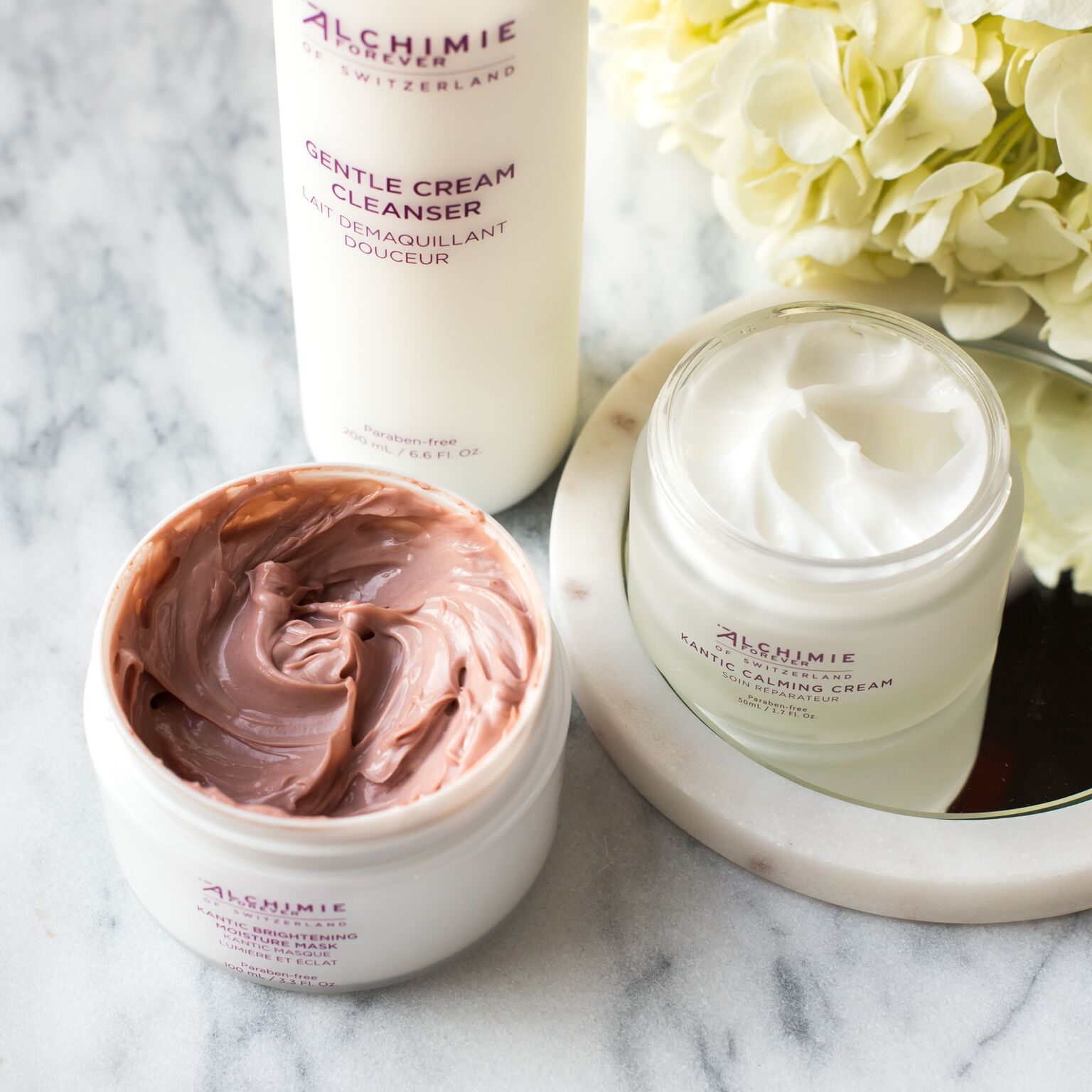
کرم پاک‌کننده و ماسک

پاک‌کننده‌های صورت شامل موارد زیر است:
1. پاک‌کننده‌های مومیایی
2. پاک‌کننده‌های بار
3. پاک‌کننده‌های خاک رس
4. پاک‌کننده‌های کرم سرد
5. پاک‌کننده‌های کرمی
6. پاک‌کننده‌های لایه‌بردار/اسکراب
7. فوم / پاک‌کنندهٔ کف
8. پاک‌کننده‌های ژل/ژله‌ای
9. لوسیون‌های پاک‌کننده
10. پاک‌کننده‌های میسلار
11. پاک‌کننده‌های شیری
12. پاک‌کننده‌های روغنی
13. پاک‌کننده‌های پودری
14. درمان / پاک‌کننده‌های دارویی (آلوئه‌ورا، بنزوئیل پروکساید، اسیدهای کربوکسیلیک، زغال چوب، بلغور جو دوسر کلوئیدی، عسل، گوگرد، ویتامین ث، روشن‌کننده‌ها)
15. پاک‌کننده‌های ابزار (گردهای پنبه‌ای، اسفنج‌های کنجاک، پارچه‌های میکروفیبر، دستکش، برس‌های سیلیکونی، برس‌های چرخان، اسفنج، حوله / دستمال مرطوب)

پاک‌کننده‌هایی که دارای مواد فعال هستند برای پوست‌های چرب مناسب‌تر هستند تا از جوش‌ها جلوگیری کنند. اما ممکن است پوست خشک را بیش از حد خشک و تحریک کنند، این ممکن است باعث ظاهر شدن و بدتر شدن پوست گردد. پوست کم‌آب ممکن است به یک پاک‌کنندهٔ کرمی از نوع لوسیون نیاز داشته باشد. این‌ها معمولاً آن‌قدر ملایم هستند که نمی‌توانند روی پوست‌های چرب یا حتی معمولی مؤثر باشند، اما پوست خشک به قدرت پاک‌کنندگی بسیار کمتری نیاز دارد. ممکن است ایده خوبی باشد که پاک‌کننده‌ای را انتخاب کنید که فاقد الکل باشد و برای پوست‌های خشک، حساس یا کم‌آب بهره‌گیری گردد.
برخی از پاک کننده‌ها ممکن است حاوی عطر یا اسانس باشند. با این حال، برای برخی از افراد، این پاک کننده‌ها ممکن است پوست را تحریک کنند و اغلب واکنش‌های آلرژیک ایجاد کنند. افرادی که چنین حساسیتی دارند باید پاک‌کننده‌هایی پیدا کنند که از نظر آرایشی متعادل با پی هاش باشند، محرک‌های کمتری داشته باشند، با گونه‌های مختلف پوست مناسب باشند و مستقیماً پس از پاک‌سازی احساس کم‌آبی به پوست ندهند. پوست سفت و ناراحت‌کننده اغلب کم‌آب می‌گردد و ممکن است پس از پاکسازی براق به نظر برسد، حتی زمانی که سبوم وجود ندارد. این به دلیل اثر آموزشی و «بره‌کنندگی» برخی پاک‌کننده‌ها روی پوست است. فرد باید بهره‌گیری از پاک کننده‌هایی را که تعادل پوست را به هم می‌زند، قطع کند. پاک‌کننده‌ها باید با پوست کار کنند نه علیه آن. پیدا کردن پاک‌کنندهٔ مناسب می‌تواند شامل آزمون و خطا باشد.